# 科日恰尼

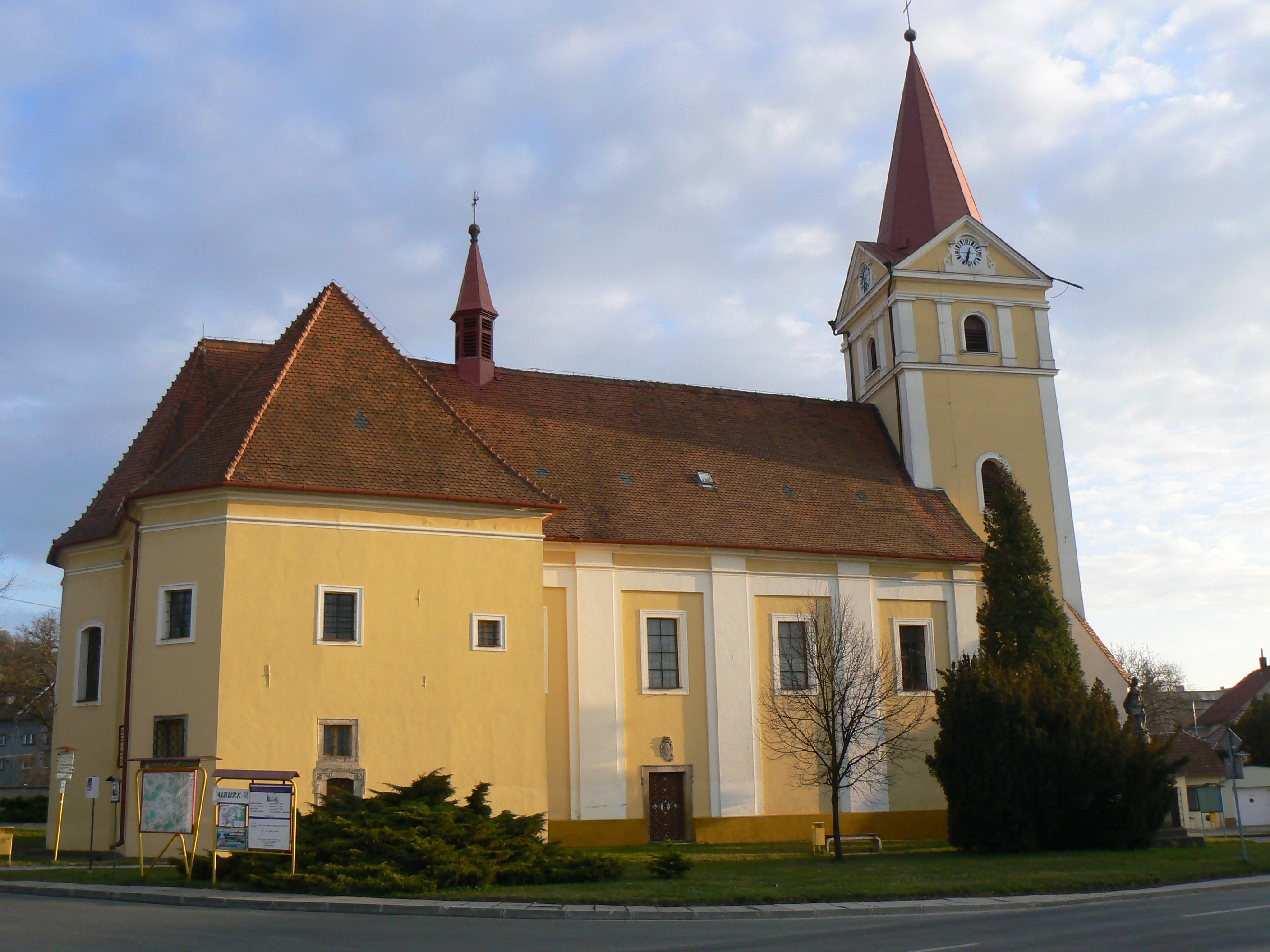

科日恰尼是捷克的城鎮，位於該國東南部，距離烏赫爾堡25公里，由茲林州負責管轄，面積41.17平方公里，海拔高度280米，該地區自石器時代有人類居住，2006年人口2,958。

## 外部連結
- Official website （页面存档备份，存于）